# Chráněná území v Salvadoru
Chráněná území v Salvadoru s mezinárodním významem byla v roce 2015 tří kategorií. Jednalo se o čtyři národní parky, tři biosférické rezervace UNESCO a sedm ramsarské mokřadů.

## Národní parky
V roce 2015 se v Salvadoru nacházely 4 národní parky.
| Název parku                                   | Rozloha  | Departement          |
| --------------------------------------------- | -------- | -------------------- |
| Národní park Imposible                        | 3 793 ha | Ahuachapán           |
| Národní park Montecristo                      | 1 973 ha | Santa Ana            |
| Národní park Los Volcanes                     | 2 734 ha | Santa Ana, Sonsonate |
| Národní park San Diego, San Felipe Las Barras | 1 866 ha | Santa Ana            |

## Biosférické rezervace UNESCO
- Apaneca-Llamatepec (59 056 ha, zapsáno v 2007)
- Xiriualtique Jiquitizco (101 07 ha, zapsáno v 2007)
- Trifinio Fraternidad (2011)

## Ramsarské mokřady
- Embalse Cerrón Grande (60 698 ha, zapsáno v 2005)
- Complejo Barra de Santiago (11 519 ha, zapsáno v 2014)
- Complejo Jaltepeque (49 454 ha, zapsáno v 2011)
- Complejo Bahía de Jiquilisco (63 500 ha, zapsáno v 2005)
- Area Natural Protegida Laguna del Jocotal (4 479 ha, zapsáno v 1999)
- Laguna de Olomega (7 557 ha, zapsáno v 2010)
- Complejo Güija (10 180 ha, zapsáno v 2010)